# Wilpshire
Wilpshire is een civil parish in het bestuurlijke gebied Ribble Valley, in het Engelse graafschap Lancashire.